# Palazzo di Bettino Ricasoli
Il Palazzo di Bettino Ricasoli, o Ricasoli di Brolio, si trova a Firenze in via Ricasoli 9. Deve il suo nome al grande statista che qui abitò.

## Storia

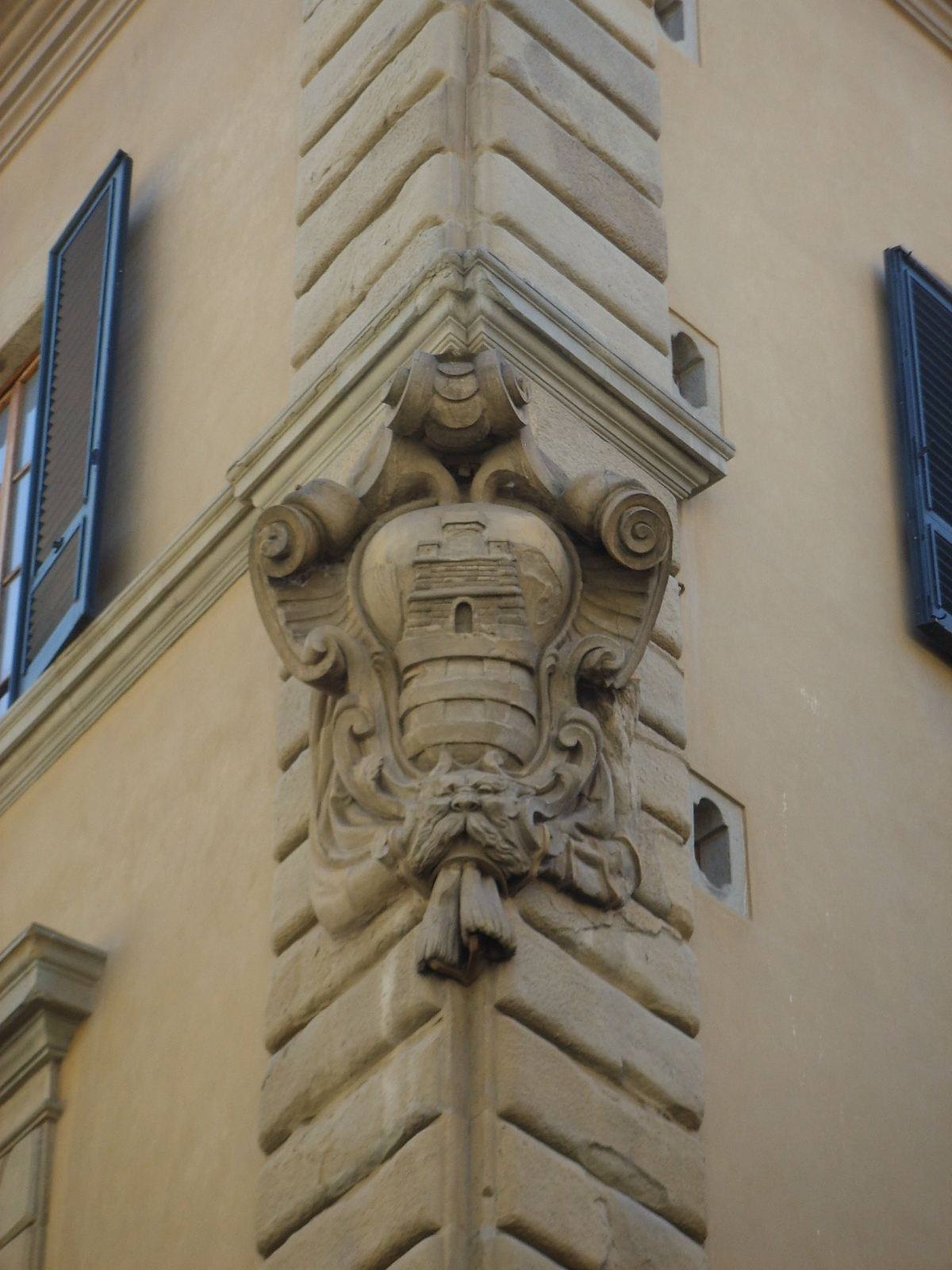
Lo stemma dei Ricasoli di Brolio

In questo sito avevano alcune case i Medici, prima della realizzazione del palazzo di via Larga. Vi risiedettero alcuni componenti del ramo non regnante della famiglia fino al 1667, quando vennero acquistate dai Barducci Chierichini, i quali le tennero per pochi anni, fino al 1684, a causa di un tracollo finanziario che li costrinse a vendere la proprietà. Acquistato da Angelo Ricasoli, del ramo di Brolio detto dei Baroni. Egli ristrutturò la proprietà facendone un vero e proprio palazzo, che restò in possesso della famiglia per secoli, arrivando quindi anche a Bettino. Il "Barone di ferro" teneva fin dalla gioventù un laboratorio di scienze nel palazzo, dove studiava la chimica e la fisica (era infatti un autodidatta), corredato da un piccolo museo di storia naturale, visitato da molti scienziati in occasione del Congresso a Firenze del 1841.
Qui Ricasoli fondò il giornale La Patria per sostenere le riforme promesse dal Granduca e, dopo le speranze disattese, il palazzo fu sede di riunioni politiche che cospiravano contro il governo granducale. L'esperienza giornalistica servì poi a Bettino per la fondazione de La Nazione, il 14 luglio 1859.
Alla morte di Bettino (1880) il palazzo passò alla sua unica figlia Elisabetta, maritata a Alberto Ricasoli-Zanchini, riunendo così due dei principali rami della casata.
Oggi appartiene alla Cassa di Risparmio di Firenze, che lo ha affittato a varie attività e per uso condominiale.

## Architettura
L'aspetto esterno del palazzo segue il sobrio e massiccio tradizionale fiorentino, per lo più privo di decorazioni a parte in poderoso stemma sulla cantonata con via dei Biffi. Al centro della facciata si apre il portale a tutto sesto, con una cornice in bugnato, che porta ad un androne voltato dal quale parte lo scalone ai piani superiori o, proseguendo, si può accedere al cortile, porticato su un lato ed eseguito all'epoca dei Medici. 
I registri superiori della facciata, sottolineati da cornici marcapiano, presentano finestre architravate al primo piano e semplici aperture rettangolari al secondo; il tutto è racchiuso dal solido bugnato che evidenzia gli spigoli e da un cornicione non troppo elaborato.

## Altre immagini

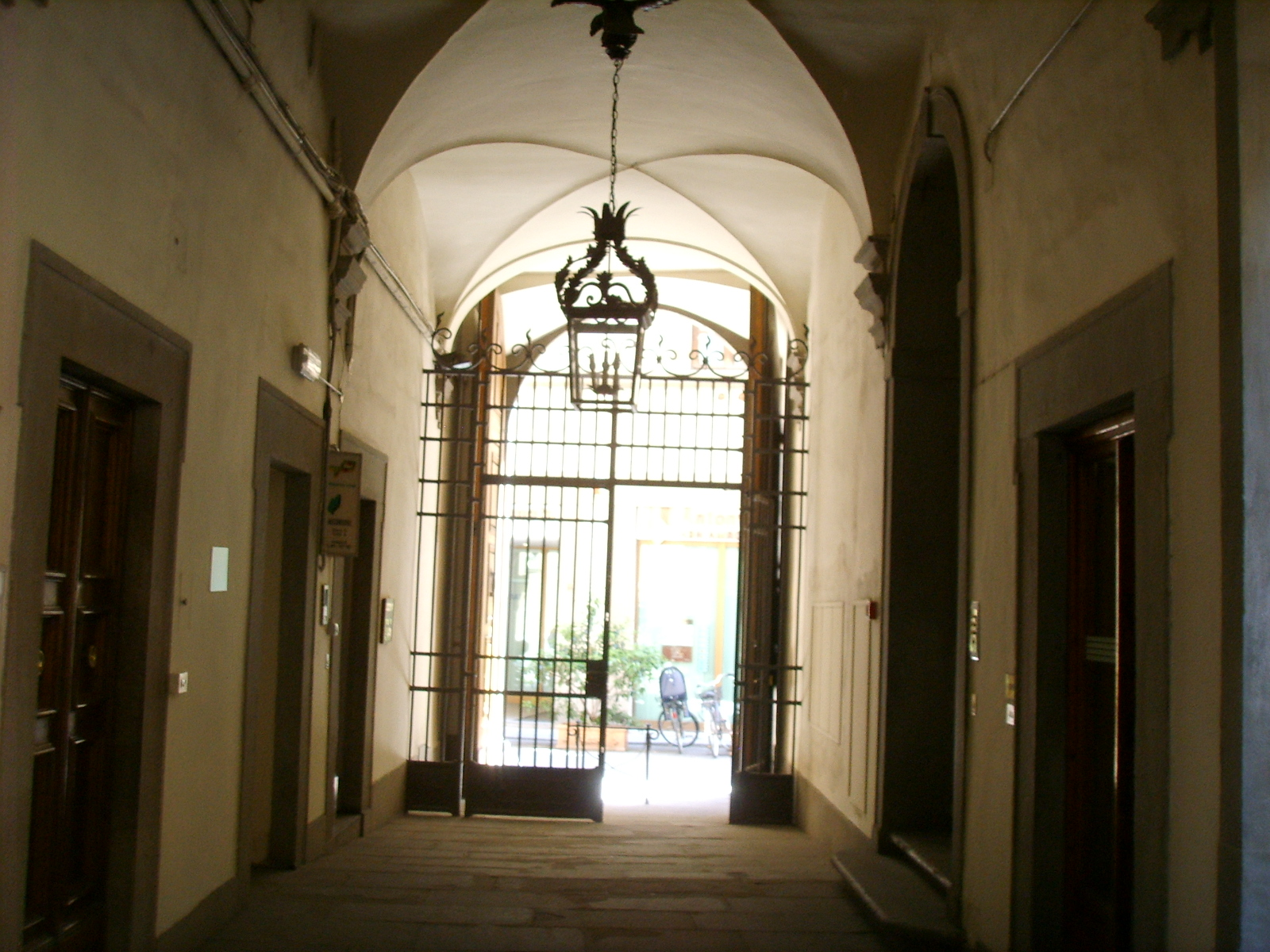
L'androne
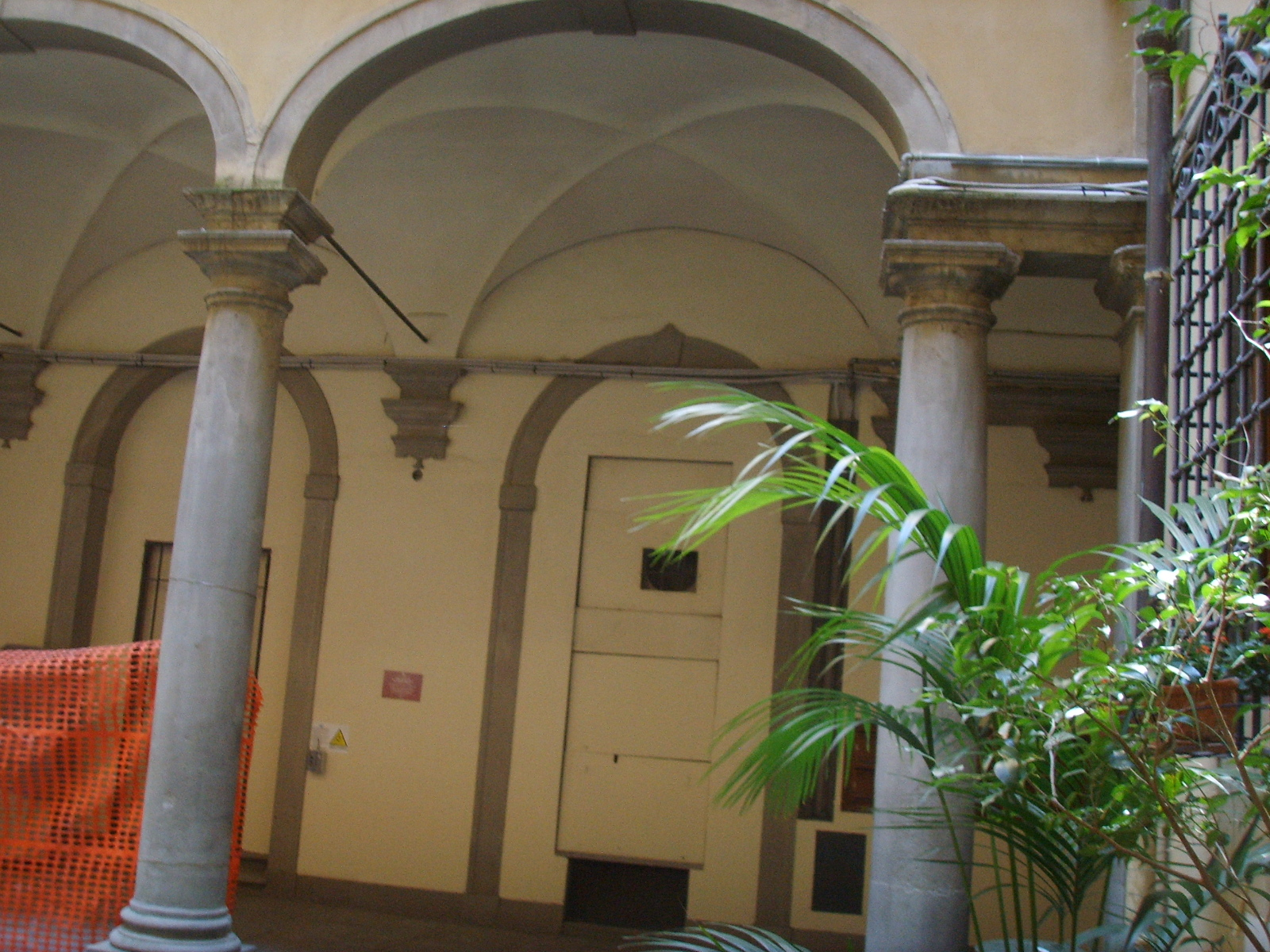
Il cortile
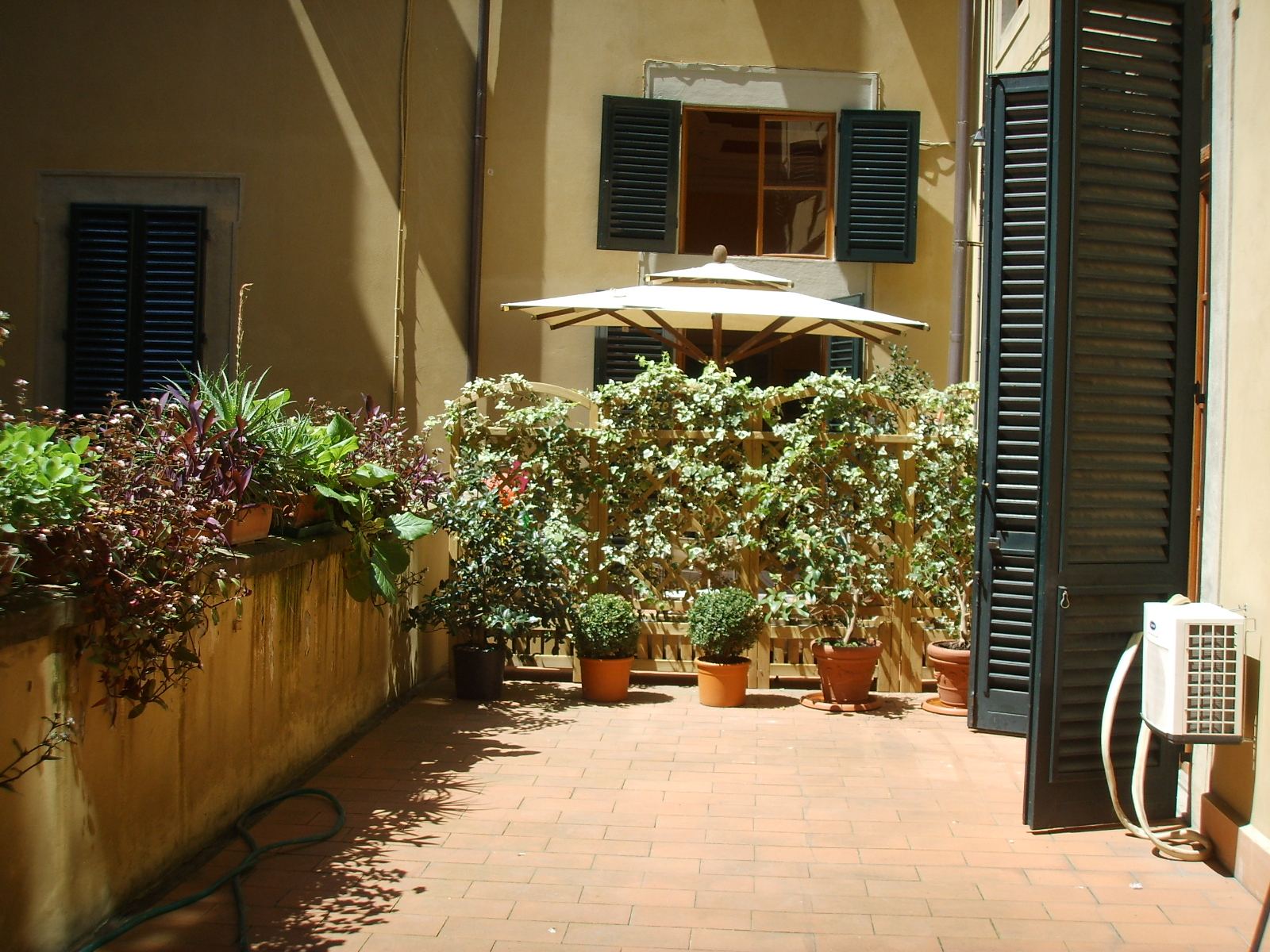
la terrazza interna